# 北条範貞
北条 範貞（ほうじょう のりさだ）生年不明 - 正慶2年/元弘3年5月22日（1333年7月4日）は、鎌倉時代後期の武将。新田義貞の鎌倉攻略により、北条高時と共に自害した。和歌に優れており、勅撰和歌集に3首選定されている。常盤範貞（ときわのりさだ）とも呼ばれる〔常盤流北条氏〕。

## 来歴
極楽寺流の支流・常盤流の当主で常葉範貞とも呼称される。父は北条時範、子に北条重高がいる。母は不明で、生年も未詳だが、北条貞時が得宗家当主であった期間内（1284年-1311年）に元服し、「貞」の偏諱を受けたとみられる。
嘉元2年（1304年）、従五位下、左近将監に叙位される。正和4年（1315年）、引付衆に任じられ幕政に参画する。翌5年（1316年）、従五位上に昇進。元応2年（1320年）には、評定衆に補充される。
元亨元年（1321年）、六波羅探題北方に任命され上洛し、元徳2年（1330年）、北条仲時と交替するまで9年間務めた。同年、帰還した鎌倉で三番引付頭人に就任した。この間、正中2年（1325年）に越後守、嘉暦3年（1328年）には正五位下、元徳元年（1329年）に駿河守に任ぜられている。
『太平記』によれば、正慶2年/元弘3年（1333年）の新田義貞による鎌倉攻めに際し、他の北条一族と共に自害して果てた（東勝寺合戦）。同じく『太平記』には、北条貞将と共に六波羅探題留任の要請を謝絶したこと、謀叛の廉で捕らえられた二条為明への尋問を行い、為明の披露した歌を聞き、無実であると裁定を下して釈放したことなどが記されている。
尚、歌人でもあり、『続千載和歌集』『続後拾遺和歌集』などの勅撰集にも三首歌が収録されている。